# Tenaris
Tenaris este o companie din Luxemburg care este cel mai mare producător din lume de conducte pentru forajul petrolier.
În anul 2004, Tenaris a preluat compania Tubman Holding Gibraltar Limited, pentru care a plătit 4,2 milioane de dolari.
În luna iunie a aceluiași an, Tenaris a preluat integral și compania Talta- Trading E Marketing, societate înregistrată în Madeira.
Prin intermediul companiei Tubman, Tenaris deține producătorul român de țevi fără sudură Silcotub Zalău.
Tenaris mai controlează în România și combinatul siderurgic Donasid Călărași.
Până în anul 2006 a deținut și producătorul de țevi de inox Tubinox București.
La data de 12 iunie 2006 Tenaris a semnat un acord de fuziune cu firma Maverick Tube Corporation, lider de piață în producția nord-americană de țevi sudate pentru petrol.
Tranzacția este evaluată la 3,1 miliarde dolari, incluzând datoria netă a firmei Maverick, companie care deține unități de producție în Statele Unite, Canada și Columbia, iar în 2005 a expediat aproximativ 1,3 milioane tone de țevi sudate.